# Diocesi di Santa Cruz do Sul
La diocesi di Santa Cruz do Sul (in latino: Dioecesis Sanctae Crucis in Brasilia) è una sede della Chiesa cattolica in Brasile suffraganea dell'arcidiocesi di Santa Maria. Nel 2022 contava 448.952 battezzati su 623.544 abitanti. È retta dal vescovo Itacir Brassiani, M.S.F.

## Territorio
La diocesi comprende 40 comuni nella parte centrale dello stato brasiliano del Rio Grande do Sul: Santa Cruz do Sul, Amaral Ferrador, Anta Gorda, Arroio do Meio, Arvorezinha, Boqueirão do Leão, Candelária, Canudos do Vale, Capitão, Coqueiro Baixo, Cruzeiro do Sul, Dom Feliciano, Doutor Ricardo, Encantado, Encruzilhada do Sul, Forquetinha, Gramado Xavier, Herveiras, Ilópolis, Lajeado, Marques de Souza, Mato Leitão, Muçum, Nova Bréscia, Pantano Grande, Passo do Sobrado, Pouso Novo, Progresso, Putinga, Relvado, Rio Pardo, Santa Clara do Sul, Santa Cruz do Sul, Sério, Sinimbu, Travesseiro, Vale do Sol, Venâncio Aires, Vera Cruz e Vespasiano Correa.
Sede vescovile è la città di Santa Cruz do Sul, dove si trova la cattedrale di San Giovanni Battista.
Il territorio si estende su una superficie di 15.691 km² ed è suddiviso in 51 parrocchie, raggruppate in 6 foranie: Santo Ângelo, São Luiz Gonzaga, Cerro Largo, Santo Cristo, Santa Rosa e Três de Maio.

## Storia
La diocesi è stata eretta il 20 giugno 1959 con la bolla Quandoquidem Servatoris di papa Giovanni XXIII, ricavandone il territorio dall'arcidiocesi di Porto Alegre, di cui originariamente era suffraganea.
Il 12 dicembre 1997 la diocesi si è ampliata, incorporando il territorio dei comuni di Muçum e di Vespasiano Correa, che erano appartenuti alla diocesi di Caxias do Sul.
Il 13 aprile 2011 è entrata a far parte della provincia ecclesiastica dell'arcidiocesi di Santa Maria.

## Cronotassi dei vescovi
Si omettono i periodi di sede vacante non superiori ai 2 anni o non storicamente accertati.
- Alberto Frederico Etges † (1º agosto 1959 - 27 giugno 1986 ritirato)
- Aloísio Sinésio Bohn † (27 giugno 1986 - 19 maggio 2010 ritirato)
- Canísio Klaus (19 maggio 2010 - 20 gennaio 2016 nominato vescovo di Sinop)
- Aloísio Alberto Dilli, O.F.M. (13 luglio 2016 - 19 giugno 2024 ritirato)
- Itacir Brassiani, M.S.F., dal 19 giugno 2024

## Statistiche
La diocesi nel 2022 su una popolazione di 623.544 persone contava 448.952 battezzati, corrispondenti al 72,0% del totale.
| anno | popolazione | popolazione | popolazione | presbiteri | presbiteri | presbiteri | presbiteri                | diaconi | religiosi | religiosi | parrocchie |
| anno | battezzati  | totale      | %           | numero     | secolari   | regolari   | battezzati per presbitero | diaconi | uomini    | donne     | parrocchie |
| ---- | ----------- | ----------- | ----------- | ---------- | ---------- | ---------- | ------------------------- | ------- | --------- | --------- | ---------- |
| 1965 | 300.000     | 380.000     | 78,9        | 77         | 48         | 29         | 3.896                     |         | 27        | 411       | 45         |
| 1968 | ?           | 430.000     | ?           | 76         | 49         | 27         | ?                         | 1       | 33        | 487       | 46         |
| 1976 | 141.000     | 188.000     | 75,0        | 69         | 52         | 17         | 2.043                     | 1       | 31        | 423       | 46         |
| 1980 | 363.000     | 484.000     | 75,0        | 73         | 56         | 17         | 4.972                     | 1       | 35        | 420       | 47         |
| 1990 | 382.000     | 490.000     | 78,0        | 80         | 64         | 16         | 4.775                     |         | 29        | 369       | 48         |
| 1999 | 461.366     | 542.370     | 85,1        | 88         | 68         | 20         | 5.242                     | 5       | 26        | 324       | 50         |
| 2000 | 464.540     | 546.137     | 85,1        | 82         | 64         | 18         | 5.665                     | 5       | 27        | 324       | 50         |
| 2001 | 447.502     | 537.002     | 83,3        | 75         | 57         | 18         | 5.966                     | 4       | 34        | 324       | 50         |
| 2004 | 447.502     | 537.002     | 83,3        | 76         | 55         | 21         | 5.888                     | 10      | 30        | 324       | 50         |
| 2010 | 475.000     | 560.000     | 84,8        | 77         | 60         | 17         | 6.168                     | 22      | 26        | 180       | 51         |
| 2014 | 498.000     | 588.000     | 84,7        | 77         | 61         | 16         | 6.467                     | 21      | 28        | 157       | 51         |
| 2017 | 488.300     | 625.490     | 78,1        | 64         | 61         | 3          | 7.629                     | 22      | 11        | 148       | 51         |
| 2020 | 521.403     | 695.205     | 75,0        | 76         | 66         | 10         | 6.860                     | 17      | 13        | 133       | 51         |
| 2022 | 448.952     | 623.544     | 72,0        | 77         | 65         | 12         | 5.830                     | 17      | 17        | 123       | 51         |